# Ebensee am Traunsee
Ebensee am Traunsee osztrák mezőváros Felső-Ausztria Gmundeni járásában. 2018 januárjában 7717 lakosa volt. 

## Elhelyezkedése

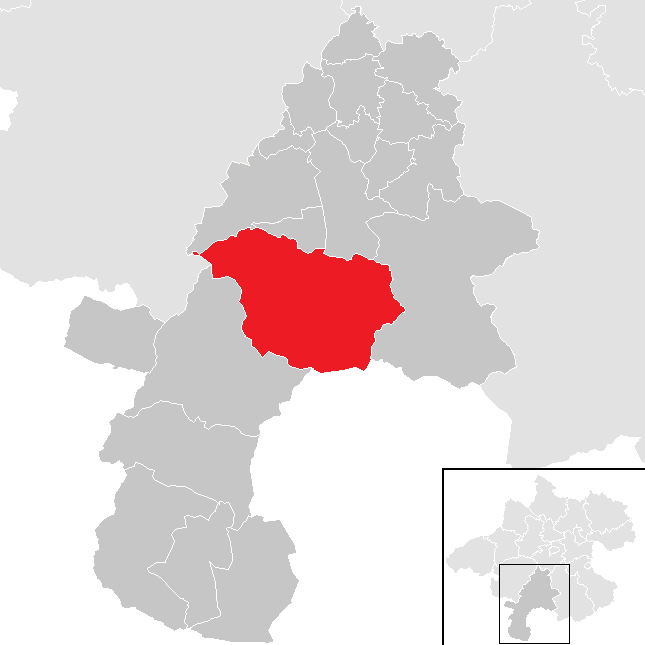
Ebensee am Traunsee a Gmundeni járásban

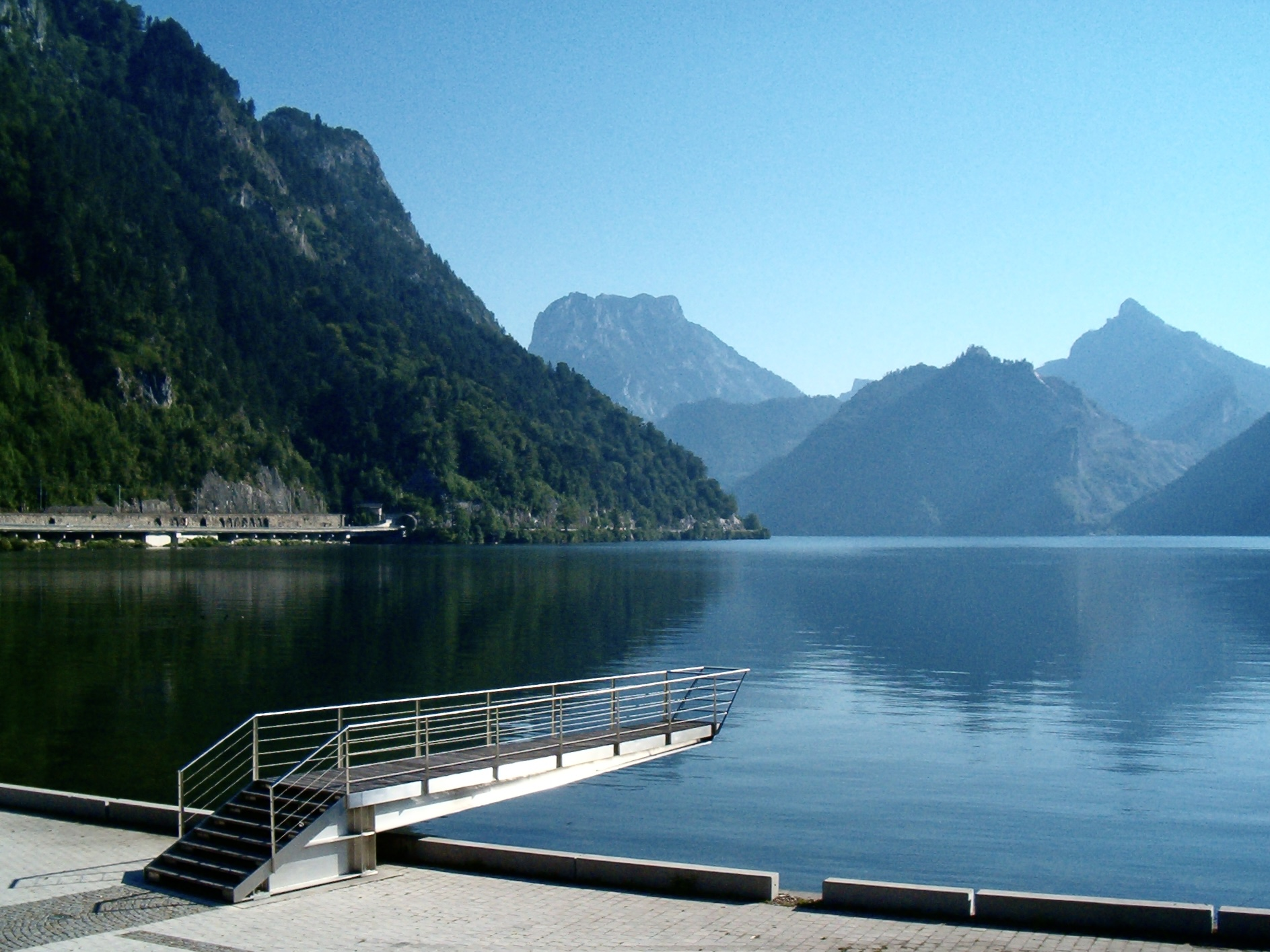
A Traunsee Ebenseenél

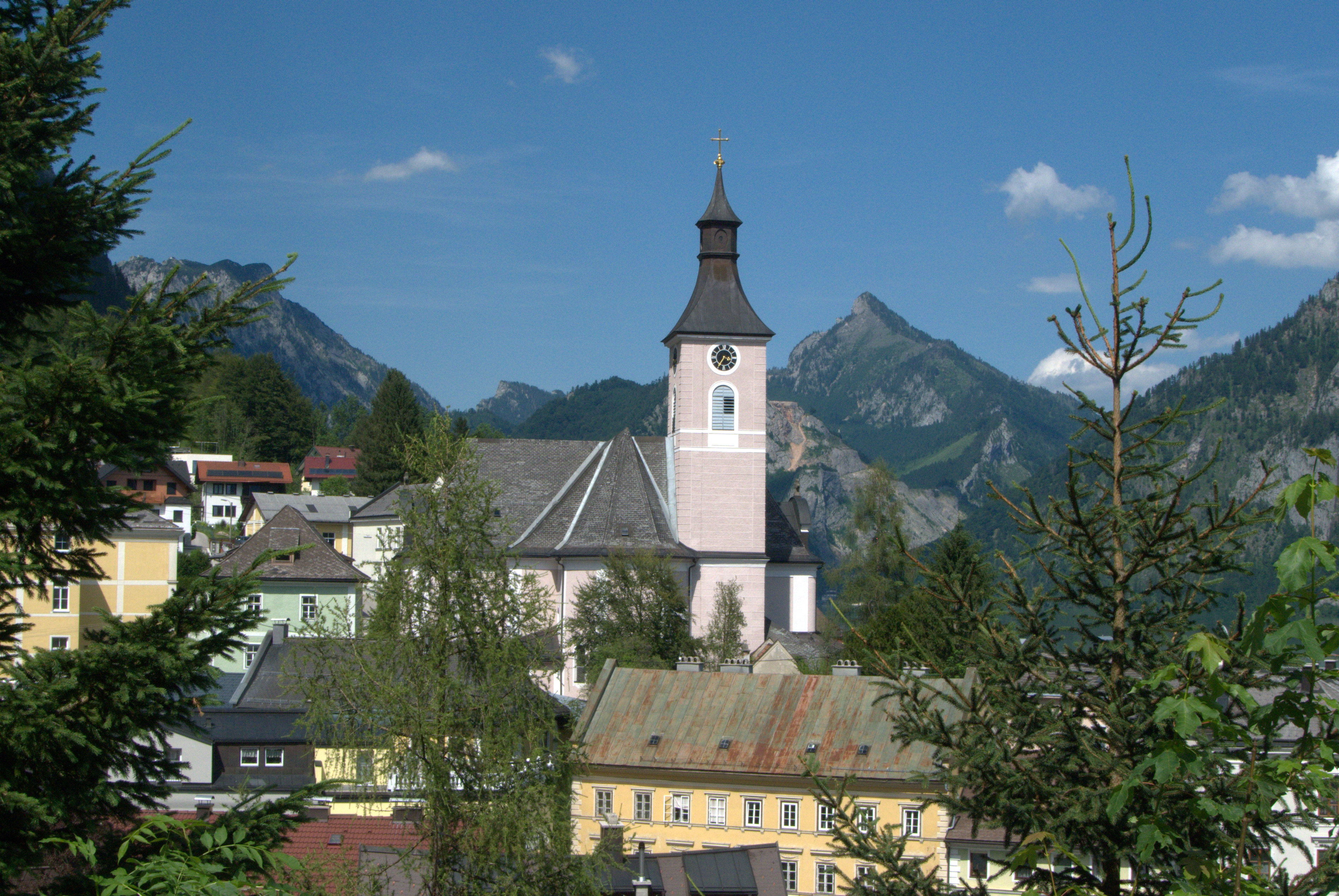
A Szt. József-plébániatemplom

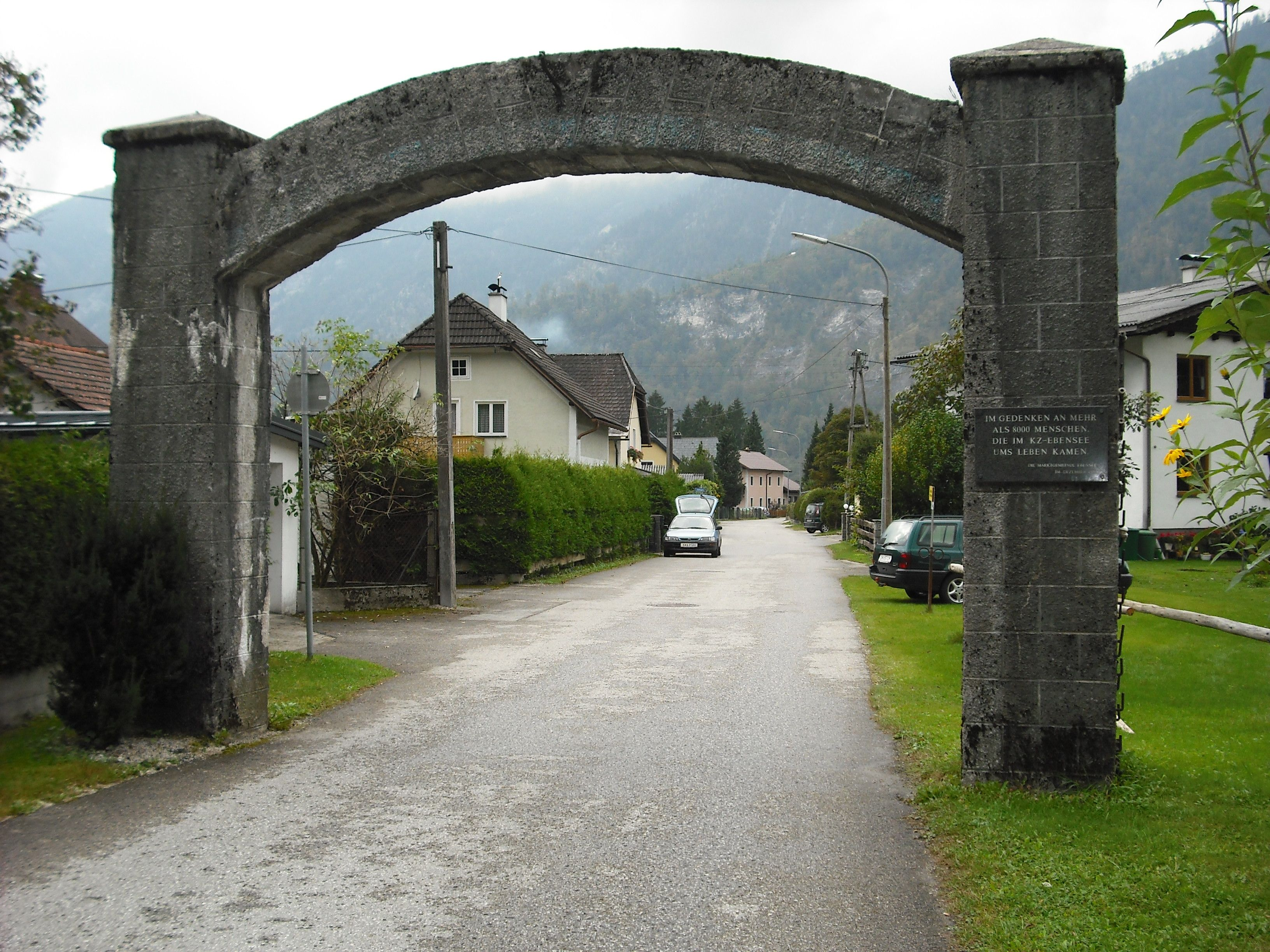
A koncentrációs tábor bejárata

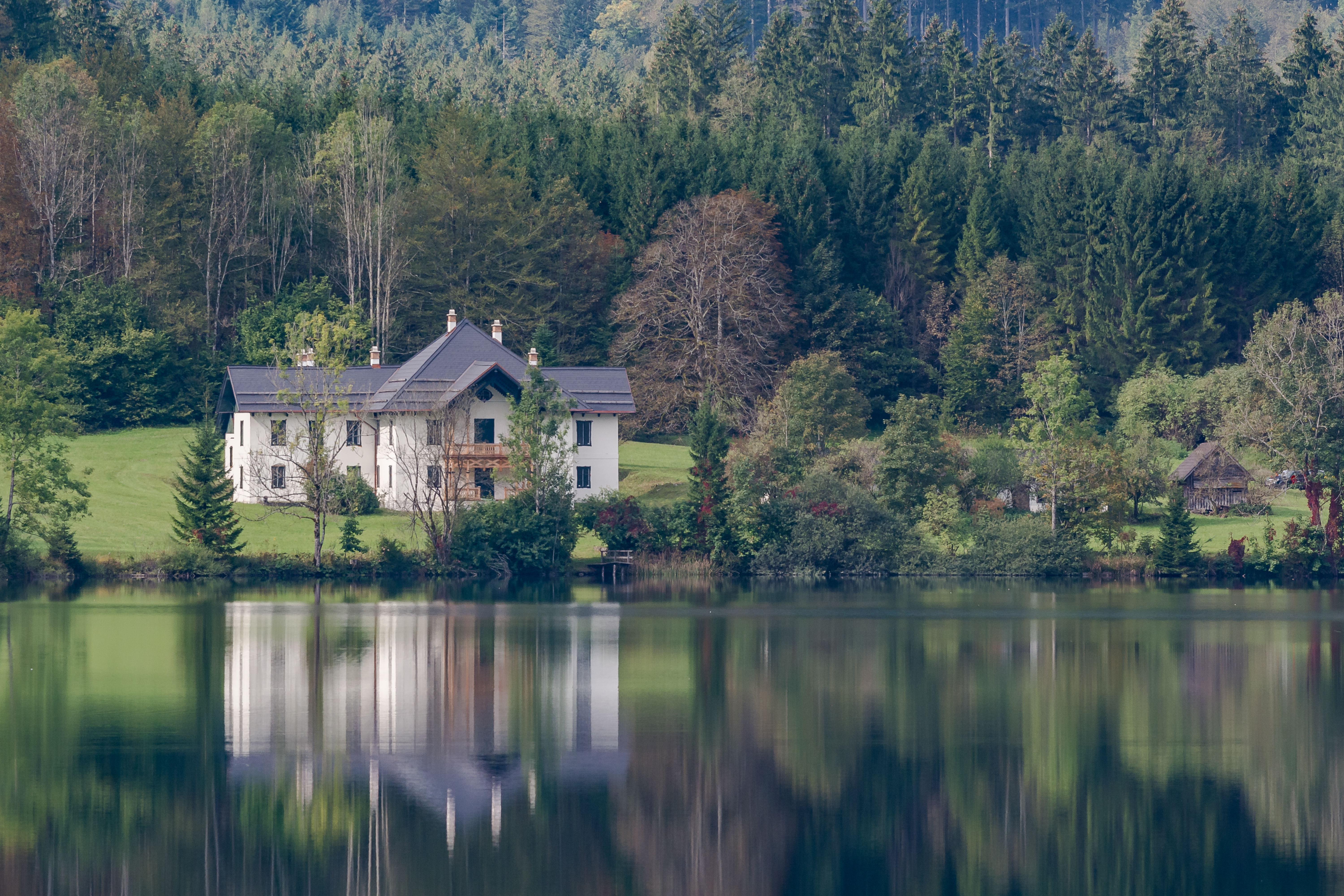
A császári vadászkastély

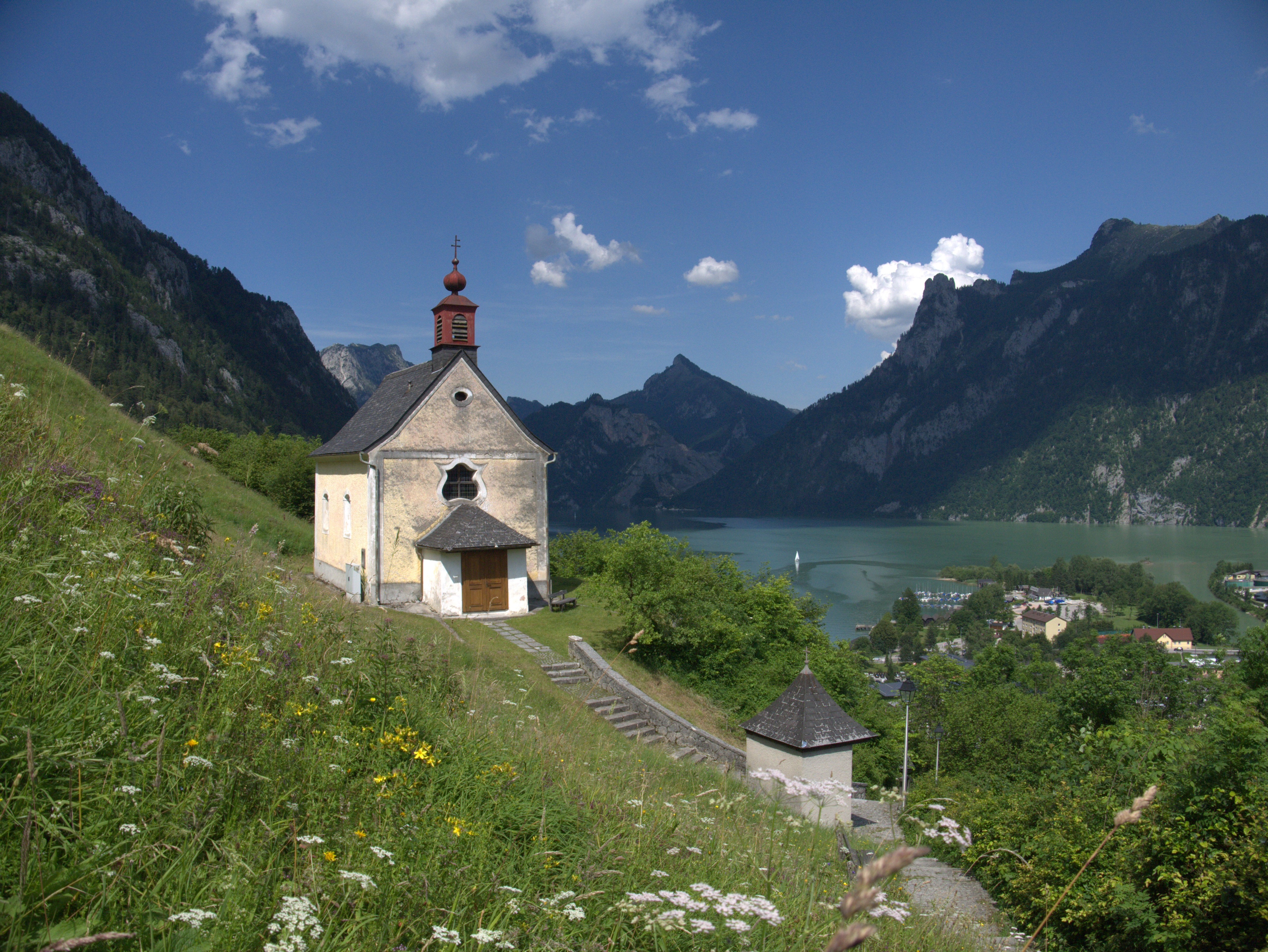
A kálváriakápolna

Ebensee am Traunsee Felső-Ausztria Traunviertel régiójában fekszik a Salzkammergut területén, a Traunsee déli partján, a Traun folyó mentén. Területének 63,7%-a erdő. Az önkormányzat 11 településrészt, illetve falut egyesít: Ebensee (4125 lakos 2018-ban), Kohlstatt (340), Lahnstein (100), Langwies (573), Oberlangbath (382), Offensee (9), Plankau (285), Rindbach (555), Roith (946), Trauneck (167) és Unterlangbath (235).
A környező önkormányzatok: délnyugatra Bad Ischl, nyugatra Steinbach am Attersee, északnyugatra Altmünster, északra Traunkirchen, északkeletre Gmunden, keletre Grünau im Almtal, délre Altaussee (Stájerország).

## Története
Ebensee területe eredetileg a Bajor Hercegség keleti határvidékéhez tartozott, 1180 körül a stájer herceg szerezte meg, a dinasztia 1192-es kihalása után pedig az osztrák herceg Babenbergek örökölték meg. Ebenseet írásban először 1447-ben említik.
Mivel a hallstatti sóbánya sófőző műhelye állandó tűzifahiánnyal küzdött, II. Rudolf császár 1596-ban elrendelte egy újabb sólepárló építését Ebenseeben. A sót vízben feloldva Hallstattból szállították egy 40 km-es, fatörzsekből készült csővezeték segítségével. A műhely 1607-ben kezdte meg működését. A falu lakossága 1625-re már meghaladta az ezer főt. A traunkircheni apátság felügyelete alá tartozó templomának építését 1729-ben kezdték el. Ebensee 1786-ban vált önálló egyházközséggé. 1733-ban kitört az ún. "húshagyókedd-lázadás", mert a sómunkások azt követelték, hogy húshagyókedd legyen munkaszüneti nap. 
1835-ben egy tűzvész elpusztította a sólepárlót, a templomtornyot és számos lakóházat. Az 1848 márciusában kitört forradalom idején nemzeti gárdát állítottak fel a településen. 1866-ban bevezették a távírót, 1877-ben pedig a Salzkammergutbahn vonalával a vasút is elérte Ebenseet. A vasút egyrészt a gyorsan fejlődő idegenforgalmat szolgálta, másrészt szenet szállított a tüzelőanyagigényes sólepárlóhoz. 1883-ban 
a belga Alfred és Ernest Solvay megalapították ebenseei ammónia- és szódagyártó üzemüket. 
Az első világháborúban 218 ebenseei esett el, 6 pedig eltűnt. A háború és a gazdasági nehézségek miatt 1917-ben éhínség sújtotta a térséget. 1929-ben Ebenseet mezővárosi rangra emelték. Az 1934-es polgárháború során a helyi munkások nagy része beszüntette a munkát; a sztrájkot a hadsereg segítségével verték le. Miután 1938-ban Ausztria csatlakozott a Német Birodalomhoz, Ebenseet az Oberdonaui gauba sorolták be. 
1943 novemberében itt létesítették a mauthauseni koncentrációs tábor egyik melléktáborát. A létesítmény az ún. Zement-terv része volt, melyben a peenemündei rakétakísérleti telepet költöztették át légitámadásoktól védettebb területre. 1943-1945 között 8745 fogoly vesztette életét az ebenseei koncentrációs táborban. 1945 áprilisában még 18 437 főt tartottak fogva. A tábort május 6-án szabadították fel az amerikaiak. A második világháborúban 289 ebenseei esett el és 90-en tűntek el. A volt koncentrációs tábor épületeiben 1945 után zsidó menekülteket szállásoltak el, de a feszültségek miatt többségüket átszállították Bad Gasteinbe. 
1963. szeptember 23-án olasz újfasiszta terroristák felrobbantották a sóüzemet, a Feuerkogel csúcsára felvezető felvonót és az oroszlánemlékművet. A támadásban egy csendőr meghalt, négyen megsebesültek. 
A település 2017-ben felvette az Ebensee am Traunsee nevet.

## Lakosság
A Ebensee am Traunsee-i önkormányzat területén 2018 januárjában 7717 fő élt. A lakosságszám 1951-ben érte el a csúcspontját 10327 fővel, azóta csökkenő tendenciát mutat. 2016-ban a helybeliek 93,3%-a volt osztrák állampolgár; a külföldiek közül 1,7% a régi (2004 előtti), 2,3% az új EU-tagállamokból érkezett. 1,5% a volt Jugoszlávia (Szlovénia és Horvátország nélkül) vagy Törökország, 1,2% egyéb országok polgára. 2001-ben a lakosok 81,5%-a római katolikusnak, 4,6% evangélikusnak, 2% mohamedánnak, 9% pedig felekezeten kívülinek vallotta magát. Ugyanekkor 6 magyar élt a mezővárosban. A legnagyobb nemzetiségi csoportot a német (95,5%) mellett a horvátok (1,3%) alkották.
| Lakosok száma | 1000 | 7738 | 7717 | 7597 |
|               | 1625 | 2016 | 2018 | 2021 |

## Látnivalók
- a Szt. József-plébániatemplom 1726-ban épült barokk stílusban
- a koncentrációs tábor múzeuma
- a modern kori történeti múzeum a Salzkammergut történetét mutatja be 1918-1955 között
- a helytörténeti múzeum
- a salzkammerguti természetrajzi múzeum
- az evangélikus templom 1953-ban épült
- a Gassel-cseppkőbarlang
- a Rindbach-vízesés
- a Langbathsee-tavak természetvédelmi terület. Az egyik tónál található Ferenc József császár vadászkastélya

## Testvértelepülések
- Prato (Olaszország)
- Zawiercie (Lengyelország

## Fordítás
- Ez a szócikk részben vagy egészben  az   Ebensee am Traunsee című német Wikipédia-szócikk ezen változatának fordításán alapul.  Az eredeti cikk szerkesztőit annak laptörténete sorolja fel. Ez a jelzés csupán a megfogalmazás eredetét és a szerzői jogokat jelzi, nem szolgál a cikkben szereplő információk forrásmegjelöléseként.